# Willamette Egyetem Orvosi Főiskola
A Willamette Egyetem Orvosi Főiskolája 1867-ben jött létre az Amerikai Egyesült Államok Oregon államának Salem városában. Oregon első orvosi felsőoktatási intézménye többször költözött Salem és Portland között, mígnem 1913-ban az Oregoni Egyetem orvosi iskolájával (ma Oregoni Egészségtudományi Egyetem, OHSU) egyesült.

## Története
Az 1867-ben 24 hallgatóval megnyílt főiskola első dékánja Dr. Horace Carpenter volt. Ekkor orvosi kurzusok már két éve folytak. Joseph H. Wythe rektor – mielőtt személyi viszályok miatt távozott volna – higiéniát és mikroszkópiát oktatott. 1874-ben az intézménynek 11 oktatója és 14 hallgatója volt; nők 1877-től tanultak itt. Székhelye ekkor a University (ma Waller) épület volt.
1880-ban Portlandbe költöztették, de 1885-től a kórházzal kapcsolatos jogosultságviták miatt újra Salemben működött. 1906-ban megnyílt új székhelye, a mai művészeti épület. 1909-ben 16 oktatója és 29 hallgatója volt; ekkoriban az érettségi nem volt feltétel.

### Beolvadása
1913. szeptember 1-jén az intézmény az Oregoni Egyetem orvosi iskolájába olvadt, ami a portlandi szamaritánus kórházban működött; a körülbelül negyven hallgatót átvették, de az oktatókat nem. 1919-ben az iskola az OHSU mai helyére, a Marquam-dombra költözött.

## Nevezetes személyek
- George H. Burnett, oktató, bíró[8]
- Harry Lane, szenátor[9]
- John H. Mitchell, oktató, szenátor, elítélt csaló[10]
- Levi L. Rowland, dékán[11]
- Loyal B. Stearns, ügyvéd[12]
- Melvin Clark George, oktató, politikus[13]
- Orlando Plummer, dékán[14]
- Otto Saly Binswanger, oktató, toxikológus[15]
- Rodney Glisan, oktató, orvos[16]
- Ross T. McIntire, orvos, tengerésztiszt[17]

## Fordítás
- Ez a szócikk részben vagy egészben  a   Willamette University College of Medicine című angol Wikipédia-szócikk ezen változatának fordításán alapul.  Az eredeti cikk szerkesztőit annak laptörténete sorolja fel. Ez a jelzés csupán a megfogalmazás eredetét és a szerzői jogokat jelzi, nem szolgál a cikkben szereplő információk forrásmegjelöléseként.